# Homalium integrifolium
Homalium integrifolium är en videväxtart som först beskrevs av Jean-Baptiste de Lamarck, och fick sitt nu gällande namn av Henri Ernest Baillon. Homalium integrifolium ingår i släktet Homalium och familjen videväxter. Inga underarter finns listade i Catalogue of Life.